# Club Voleibol Diego Porcelos
Club Voleibol Diego Porcelos – żeński klub piłki siatkowej z Hiszpanii. Swoją siedzibę ma w Burgos. Występuje w Superliga Femenina de Voleibol. Został założony w 1976.